# Calumma furcifer
Calumma furcifer är en ödleart som beskrevs av  Paul Ayshford Methuen och HEWITT 1913. Calumma furcifer ingår i släktet Calumma och familjen kameleonter. IUCN kategoriserar arten globalt som starkt hotad. Inga underarter finns listade.